# Chaunanthus gracielae
Chaunanthus gracielae är en korsblommig växtart som beskrevs av M. Martinez och L. Hernandez. Chaunanthus gracielae ingår i släktet Chaunanthus och familjen korsblommiga växter. Inga underarter finns listade i Catalogue of Life.